# Mururoa
Mururoa – atol koralowy, znajdujący się w archipelagu Tuamotu, który wchodzi w skład Polinezji Francuskiej, w południowej części Pacyfiku.
W odległości 400 kilometrów od atolu znajdują się zamieszkane wyspy archipelagu Tuamotu.
Na atolu mieścił się francuski poligon atomowy. W latach 1966–1996 Francja przeprowadziła na atolu 164 testy broni jądrowej (37 atmosferycznych i 127 podziemnych).
Na poligonie atomowym zainstalowane są opracowane i opatentowane przez Centralne Laboratorium Ochrony Radiologicznej z Warszawy ultraczułe stacje do analizy skażenia promieniotwórczego powietrza ASS-500.